# Zakrzów (powiat krapkowicki)

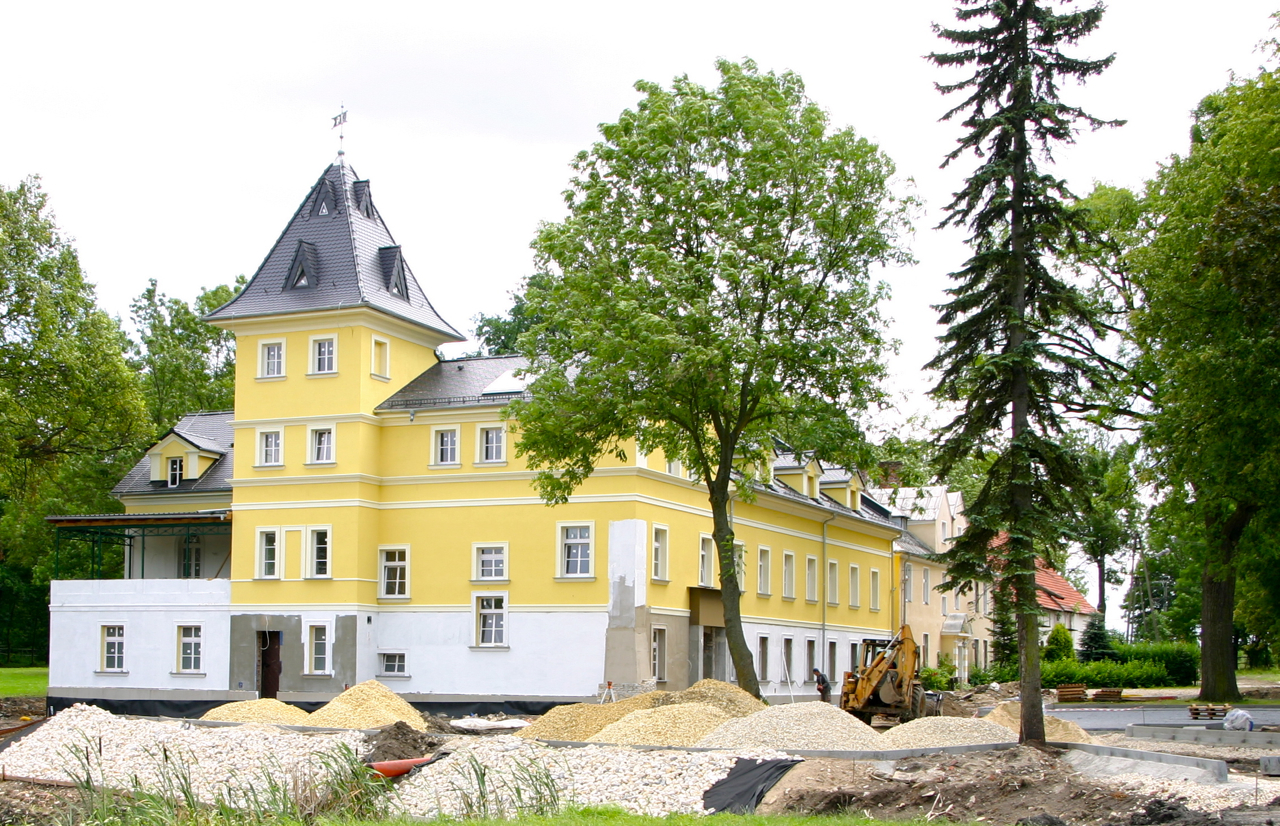
Pałacyk w Zakrzowie

Zakrzów (dodatkowa nazwa w j. niem. Sakrau) – wieś w Polsce położona w województwie opolskim, w powiecie krapkowickim, w gminie Gogolin.
W latach 1975–1998 miejscowość należała administracyjnie do województwa opolskiego.

## Historia
Zakrzów po raz pierwszy wzmiankowano w 1398 roku jako Zackraw, czyli miejsce za krzem. Wieś przez wiele lat była siedzibą rycerską. Właścicielami Zakrzowa była rodzina Madellungów, która zamieszkiwała w pałacu zbudowanym w połowie XVIII w. Zamek ten otoczony był parkiem z rzadkimi gatunkami drzew.
W 1854 roku wioska liczyła 54 domy, dwa młyny wodne, gorzelnię, piec wapienniczy, pałac oraz majątek rycerski.
W 1910 r. wieś posiadała 630 mieszkańców, w tym: 570 mówiących językiem polskim, 2 językiem polskim i niemieckim oraz 58 językiem niemieckim. Głównym źródłem utrzymania ludności było rolnictwo. 
W wyborach komunalnych z listopada 1919 r. oddano 70 głosów na listę polską (na ogólną liczbę 94), zdobywając 7 z 9 mandatów. Podczas plebiscytu na Górnym Śląsku z 20 marca 1921 r. spośród 369 uprawnionych do głosowania (w tym 63 emigrantów) za Polską głosowało 191, za Niemcami - 173 wotantów. 

## Zabytki
Do wojewódzkiego rejestru zabytków wpisany jest:
- ruina zamku, z XVIII w.